# Philipp von Rehberg
Philipp von Rehberg († 1385) war ein deutscher römisch-katholischer Geistlicher, von 1370 bis zu seinem Tode Bischof von Cammin in Pommern.
Er stammte aus einer adeligen Familie, möglicherweise dem Geschlecht von Helpe. Er wurde Propst des Stettiner Marienstifts, Archidiakon von Demmin und 1356 Vizedominus des Camminer Domstifts. 
Nachdem der bisherige Bischof von Cammin, Johann von Sachsen-Lauenburg, 1370 gestorben war, wählte das Camminer Domkapitel ihn zum neuen Bischof von Cammin. Er wurde noch 1370 durch Papst Urban V. ernannt („providiert“). 
Bischof Philipp gelang es, die Versuche des Erzbistums Gnesen, das Bistum Cammin seiner Kirchenprovinz einzuverleiben, endgültig abzuwehren und die Unterstellung des Bistums unmittelbar unter den Papst („Exemtion“) zu sichern. Im September 1371 entschied der päpstliche Bevollmächtigte Philippe de Cabassole, Kardinalbischof von Sabina, einen Prozess zugunsten der Exemtion. Im Jahre 1380 wurde diese Entscheidung durch den Papst endgültig bestätigt. 
Unter Bischof Philipp wurde eine Sammlung der Statuten des Camminer Domkapitels und des Bistums fertiggestellt. Diese Statuta capituli et episcopatus Caminiensis zeigen den Bischof von Cammin als obersten Seelsorger der pommerschen Herzöge und ihren Ersten Rat.
Bischof Philipp starb im Jahre 1385 und wurde im Camminer Dom bestattet. Zu seinem Nachfolger wurde der Camminer Domherr Johannes Wilcken gewählt, der noch vor seiner Bischofsweihe starb. 